# Cuphea lanceolata
Cuphea lanceolata là một loài thực vật có hoa trong họ Lythraceae. Loài này được Dryand. mô tả khoa học đầu tiên năm 1811.

## Hình ảnh

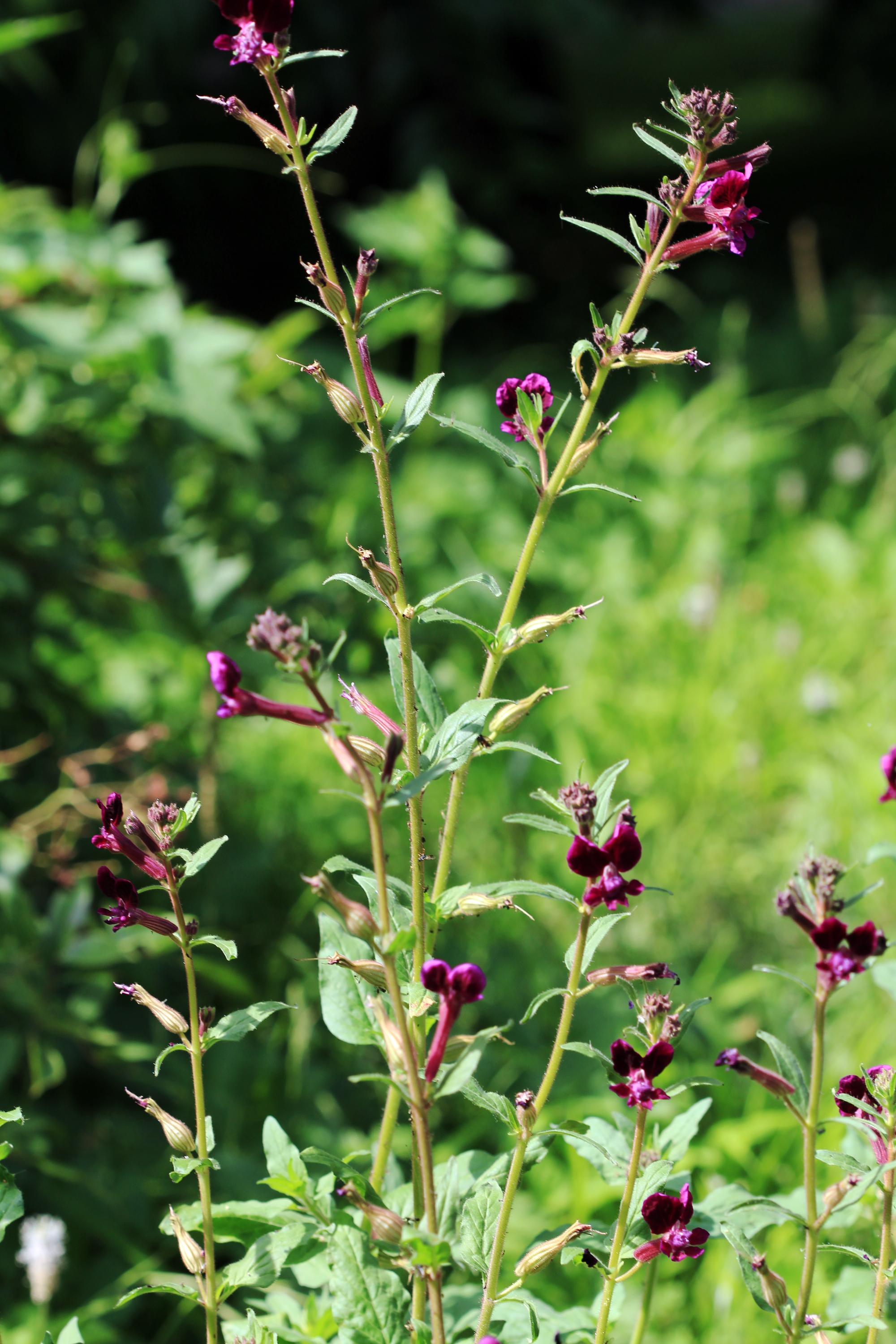
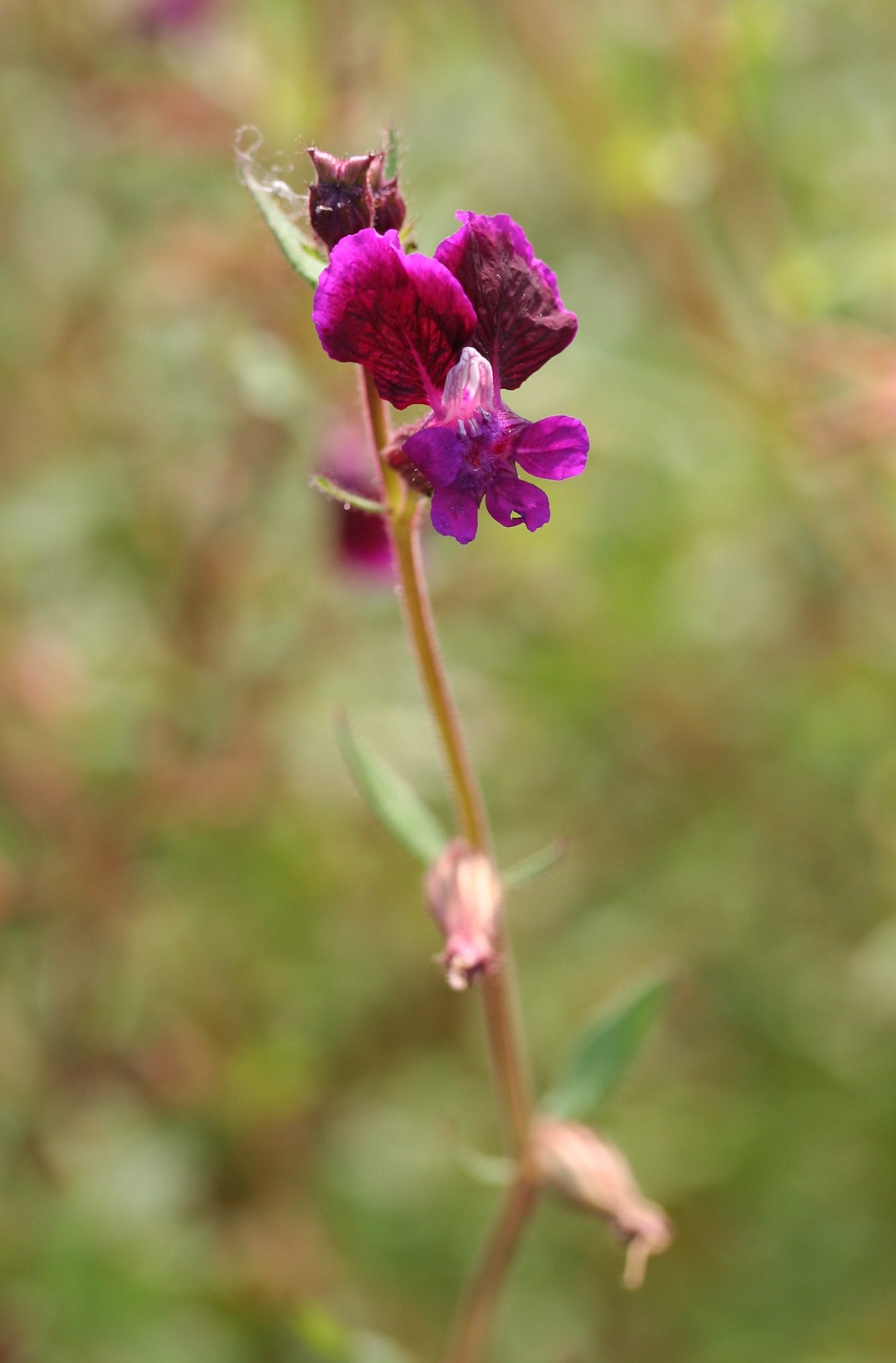
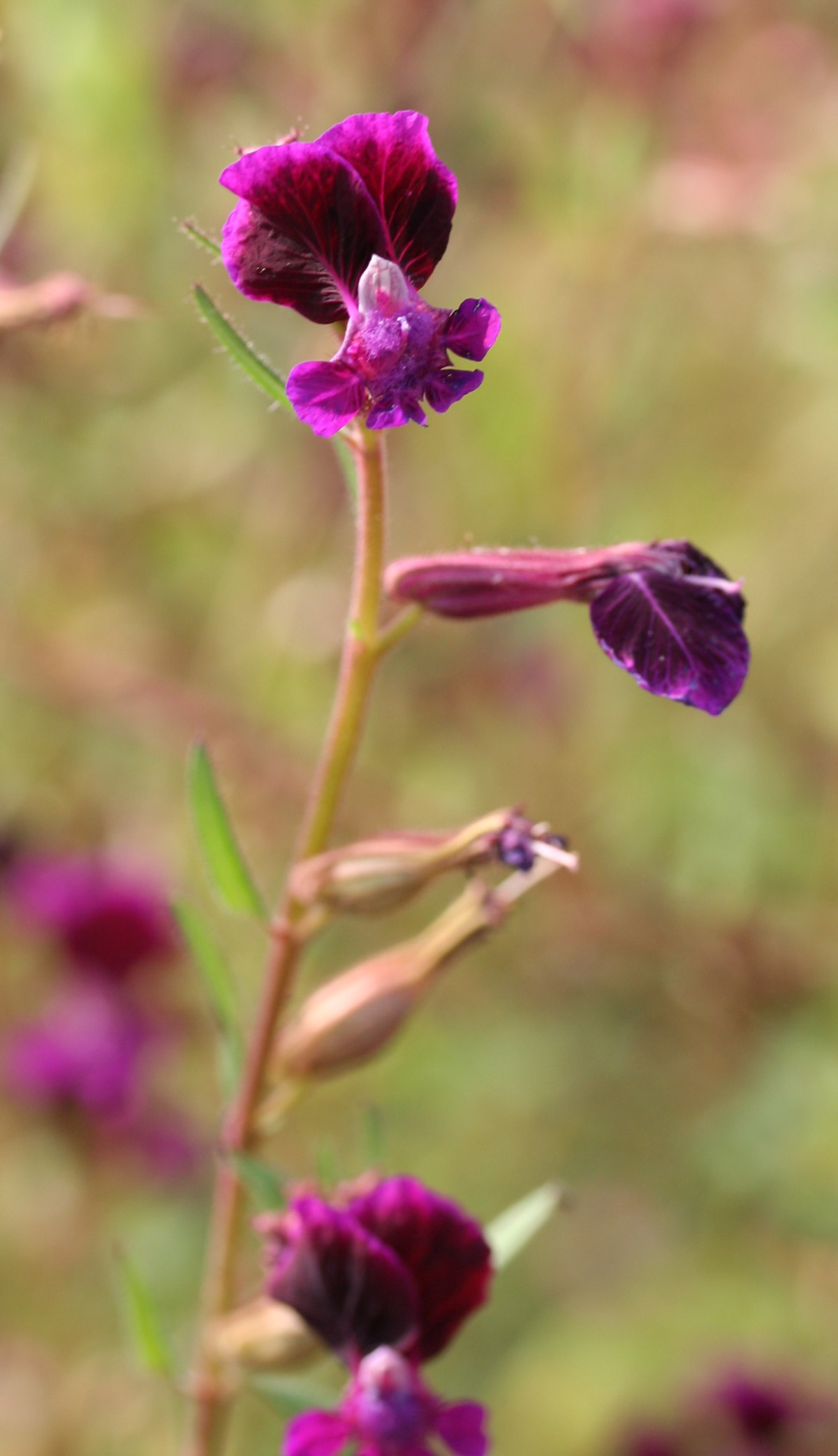
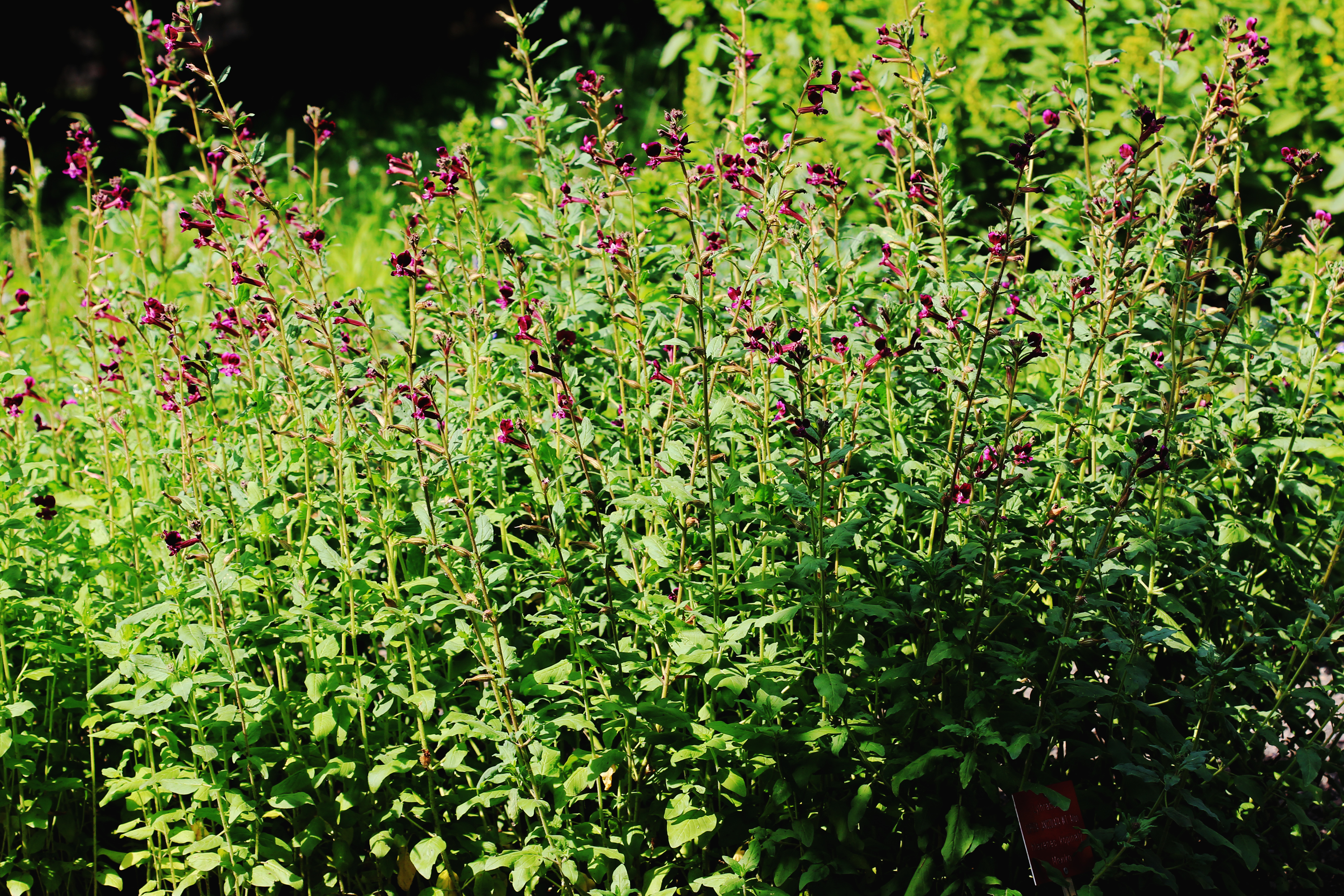